# Amt Ilshofen

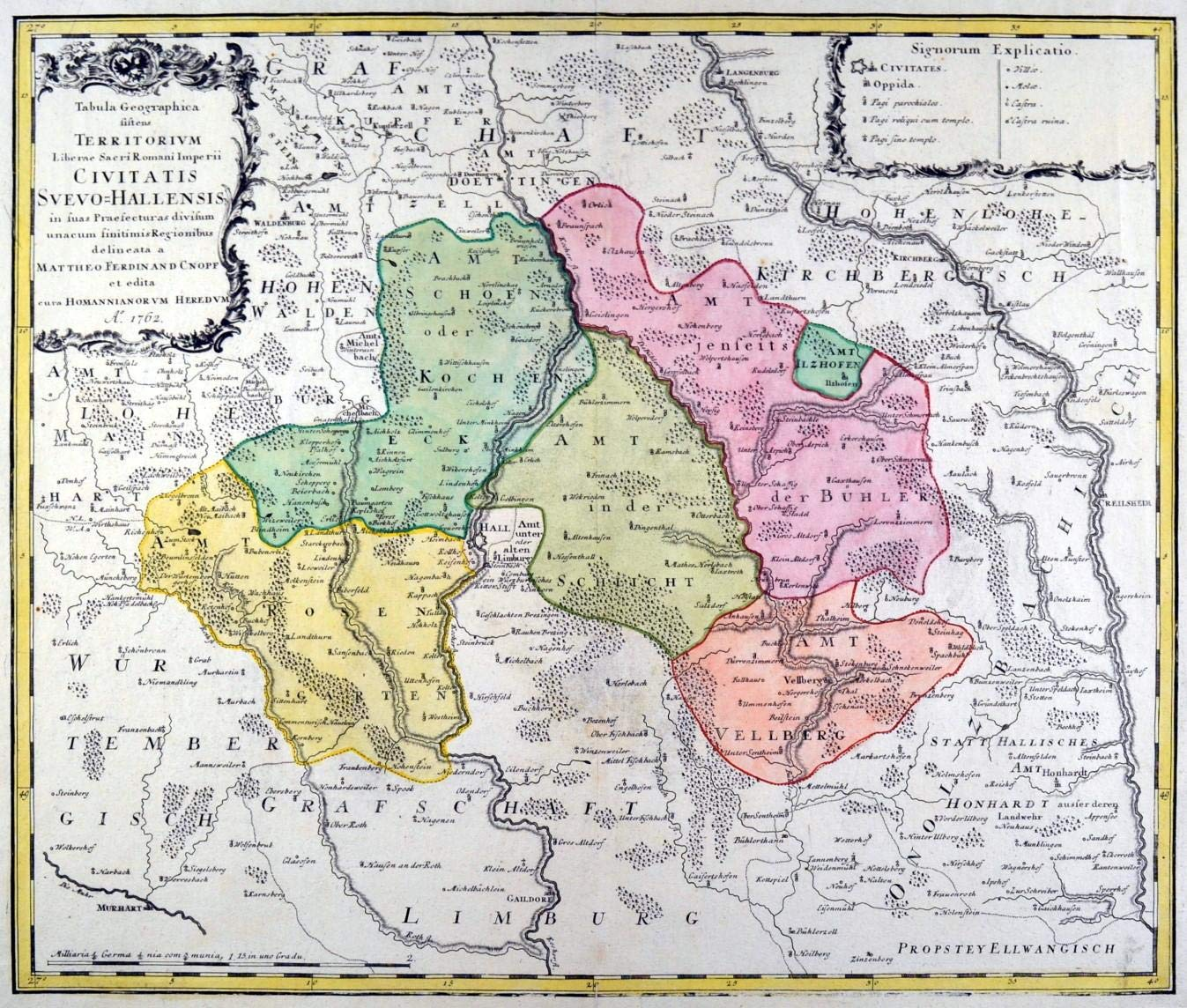
Genordete Karte des hällischen Territoriums im Jahre 1762. Das Amt Ilshofen liegt nordöstlich von Hall (kleine gelbe Fläche).

Das Amt Ilshofen, mit Sitz in der Stadt Ilshofen, war bis 1803 eines von sieben städtischen Ämtern der Reichsstadt Hall, dem heutigen Schwäbisch Hall im nördlichen Baden-Württemberg.
Das Amt lag nordöstlich von Hall und bestand aus der Stadt Ilshofen und dem Ort Unterschmerach. Im Jahr 1803 hatte es 595 Einwohner. 
Mit dem Ende der Reichsstadt Hall wurde das Gebiet des Amtes Ilshofen in das württembergische Oberamt Hall eingegliedert.